# Dario Hübner
Dario Hübner (fälschlicherweise auch Dario Hubner; * 28. April 1967 in Muggia (TS), Italien) ist ein ehemaliger italienischer Fußballspieler, der auf der Position eines Stürmers gespielt hat.

## Karriere
Dario Hübner begann seine Karriere bei Pievigina Calcio, wo er in seiner ersten Spielzeit 1987/88 bereits zehn Treffer erzielen konnte. Dank seiner physischen Stärke und seiner kämpferischen Spielweise erhielt er den Spitznamen Il Bisonte (deutsch: Der Bison). In der Saison 1991/92 wurde er mit 13 Toren Torschützenkönig in der Serie C1, vier Jahre später gelang ihm dies auch in der Serie B, als er für die AC Cesena 22 Treffer markiert hatte. Dank seiner vielen Tore wurde der Serie-A-Verein Brescia Calcio auf ihn aufmerksam, und zur Saison 1997/98 wechselte Hübner zu Brescia. Hier blieb Hübner vier Spielzeiten, in denen er jeweils zu den erfolgreichsten Knipsern seiner Mannschaft gehörte. Seinen größten Erfolg feierte der mittlerweile 35 Jahre alte Hübner in der Saison 2001/02, als er für Piacenza Calcio in der Serie A 24 Tore erzielte und damit zusammen mit David Trezeguet von Juventus Turin in der Torjägerliste den ersten Platz belegte. In der Folge spielte Hübner für verschiedene Serie-A-Vereine, ehe er zur Saison 2004/05 zur AC Mantova wechselte, wo er mit seinen sieben Toren mithalf, dass der Verein in die Serie B aufstieg. Zur Spielzeit 2005/06 wechselte Hübner nach Rodengo Saiano in die Serie D. Nach einer Saison schloss er sich Orsa Corte Franca in der Campionato di Eccellenza, der sechsten Liga Italiens. Das letzte Jahr (2010–2011) spielte Hübner für Cavenago d’Adda.

## Erfolge
- Torschützenkönig der Serie A 2001/02 mit 24 Toren
- Torschützenkönig der Serie B 1995/96 mit 22 Toren
- Torschützenkönig der Serie C1 1991/92 mit 13 Toren